# ブルーノ・サンドフ
ブルーノ・サンドフ（Bruno Šundov、1980年2月10日 - ）は、クロアチアのプロバスケットボール選手。ブルガリアのPBCルクオイル・アカデミックに所属している。ユーゴスラビア連邦クロアチアスプリト＝ダルマチア郡スプリト出身。ポジションはセンター。221 cm、122 kg。

## 来歴
18歳の時、1998年のNBAドラフト2巡35位でダラス・マーベリックスに指名され、NBAではマーベリックス、インディアナ・ペイサーズ、ボストン・セルティックス、クリーブランド・キャバリアーズ、ニューヨーク・ニックスでプレーした。
それ以外にイスラエルのマッカビ・テルアビブBC、ベルギーのRBCヴェルヴィエ・ペパンステ、スペインのCBルセントゥム・アリカンテ、キプロスのプロテアスEKA AELなどでプレーした。
2008年2月、スペインリーガACBのバロンセスト・レオンと契約、同年9月にはバルティック・バスケットボール・リーグのASKリガ、2009年にはアドリアティック・バスケットボール・アソシエーションのKKシボナに加入、同年メノルカ・バスケット、BCドネツィクと次々とチームを渡り歩いた。
2010年1月、ギリシャA1バスケットボールリーグのカバラBCと契約、同年9月にはバレンシアBCと1ヶ月契約を結んだ。この契約は延長されなかった。
2011年1月、ブルガリアのPBCルクオイル・アカデミックと契約を結んだ。
2001年、日本のさいたま市（さいたまスーパーアリーナ）で行われたバスケットボールU-21世界選手権のクロアチア代表として出場、10.7得点、4.6リバウンドの活躍を見せてチームの銀メダル獲得に貢献した。